# شعار تنزانيا
الشعار الرسمي لجمهورية تانزانيا يتكون من درع محارب يتألف الدرع من جزء ذهبي في أعلى الدرع حيث يمثل الجزء الذهبي المعادن في جمهورية تانزانيا ويحتوي هذا الجزء كذلك على شعلة مشتعلة تمثل هذه الشعلة المشتعلة على الحرية والتنوير والمعرفة في جمهورية تانزانيا، اما الجزء الثاني من الدرع فيتألف من علم جمهورية تانزانيا، اما الجزء الثالث من الدرع فيتألف من جزء مغطى باللون الأحمر يرمز اللون الأحمر إلى التربة الخصبة الغنية في جمهورية تانزانيا، ويتألف الجزء الرابع من الدرع من خطوط متموجة باللون الأزرق تمثل هذه الخطوط البر والبحر والبحيرات والخطوط الساحلية لجمهورية تانزانيا ويحتوي شعار جمهورية تنزانيا كذلك على الفأسين ومجرفة وهي تدل على ان شعب تانزانيا يستخدم هذه الأدوات في تطوير الريف في جمهورية تانزانيا. يقف الدرع على قمة جبل كليمانجارو.